# Odcinek koła

Odcinek koła zaznaczany zielonym kolorem

Odcinek koła – figura geometryczna, część koła ograniczona cięciwą wyznaczającą kąt środkowy {\displaystyle \theta } okręgu oraz łukiem okręgu ograniczonym przez ramiona tego kąta.
Wzór wiążący parametry odcinka koła: 
{\displaystyle h=R-{\sqrt {R^{2}-(c/2)^{2}}},} gdzie:
- {\displaystyle h} –wysokość (strzałka łuku);
- {\displaystyle c} – długość cięciwy;
- {\displaystyle R} – długość promienia koła.

## Wzory
|                    | {\displaystyle \theta } w stopniach                                                | {\displaystyle \theta } w radianach                                   |
| ------------------ | ---------------------------------------------------------------------------------- | --------------------------------------------------------------------- |
| Pole odcinka koła  | {\displaystyle P={\frac {\pi R^{2}\theta }{360}}-{\frac {R^{2}\sin {\theta }}{2}}} | {\displaystyle P={\frac {R^{2}}{2}}\left(\theta -\sin \theta \right)} |
| Obwód odcinka koła | {\displaystyle l={\frac {\theta }{180}}\pi R+2R\sin {\frac {\theta }{2}}}          | {\displaystyle l=\theta R+2R\sin {\frac {\theta }{2}}}                |

Długość łuku {\displaystyle s=R\theta ,} gdzie miara kąta {\displaystyle \theta } jest wyrażona w radianach. 

### Wyprowadzenie wzoru na pole
Pole odcinka koła stanowi różnicę pola wycinka koła ograniczonego ramionami kąta {\displaystyle \theta } oraz pola trójkąta ograniczonego tymi ramionami i cięciwą. Pole wycinka koła wynosi {\displaystyle \pi R^{2}\cdot {\frac {\theta }{2\pi }}=R^{2}\left({\frac {\theta }{2}}\right).} Pole trójkąta o ramionach długości {\displaystyle R} i kącie {\displaystyle \theta } między tymi ramionami wynosi
{\displaystyle {\frac {1}{2}}R^{2}\sin(\theta ).}
Zatem pole odcinka koła jest ostatecznie równe
{\displaystyle R^{2}\left({\frac {\theta }{2}}-{\frac {1}{2}}\sin(\theta )\right)={\frac {R^{2}}{2}}(\theta -\sin(\theta )).}